# Anterograd amnesi
Anterograd amnesi avser oförmåga att minnas saker som har inträffat efter en viss tidpunkt. Orsakerna kan vara organiska eller psykogena. De områden i hjärnan som är involverade vid denna typ av amnesi är bland annat hippocampus och det subcortikala området.